# Uli Schiffelholz
Uli Schiffelholz (circa 1979) is een Duitse jazzdrummer en -componist.

## Biografie
Schiffelholz, die in Marktoberdorf opgroeide, speelde al vroeg in jazzgroepen met zijn oudere broer, de bassist Hansjörg Schiffelholz. Met zijn trio, bestaande uit de broers en saxofonist Oliver Schütz, kwam hij in 2000 met het album Homelands. Hij studeerde drums aan de Hochschule für Musik und Darstellende Kunst Mannheim, daarna aan de Hochschule für Musik und Tanz Keulen, bij Michael Küttner en Keith Copeland.
Hij verhuisde naar Offenbach en werkte met Wilson de Oliveira, Tom Schlüter, Heinz Sauer, Peter Reiter, Christoph Sänger, Rudi Engel en Jürgen Wuchner. Met Valentín Garvie, Bob Degen en Ralf Cetto vormde hij het kwartet Community. Sinds 2009 leidt hij een eigen kwintet. Sinds 2010 is hij lid van hr-Jazzensemble. Hij is te horen op albums van Thomas Bachmann, Barbara Bürkle, Valentín Garvie en Jason Schneider.
In 2011 kreeg hij een werkbeurs van de stad Frankfurt am Main.

## Discografie (selectie)
- Community What’s Your Dream (Trion 2008, met Valentín Garvie, Bob Degen, Ralf Cetto)
- Don’t Hurry (Konnex 2010, met Valentín Garvie, Thomas Bachmann, Jean-Yves Jung, Ralf Cetto)
- Frankfurt Exploration: Blue Clouds (Unit 2016, met Valentín Garvie, Heinz Sauer, Bob Degen, Markus Schieferdecker)